# Remo Bicchierai
Remo Bicchierai (Firenze, 18 agosto 1938 – Firenze, 9 marzo 2018) è stato un calciatore italiano, di ruolo difensore.

## Carriera
Giocò in Serie A negli anni sessanta con le maglie di Inter e Catania.